# Ernest Goes to School
Ernest Goes to School é um filme americano de 1994, lançado diretamente em vídeo, dirigido por Coke Sams e estrelado pelo personagem Ernest P. Worrell, interpretado pelo ator Jim Varney. Foi o primeiro filme do ator Will Sasso e o segundo filme de "Ernest" a ser filmado em 
Vancouver, Colúmbia Britânica.

## Enredo
Ernest é o zelador de uma escola que corre o risco de ser fechada. Há também uma nova regra: todos os funcionários precisam ter um diploma de ensino médio, o que Ernest não possui. Como resultado, o trapalhão decide voltar às aulas, envolvendo-se em muitas confusões.

## Elenco
- Jim Varney - Ernest P. Worrell
- Linda Kash - Gerta
- Bill Byrge  -  Bobby
- Jason Michas -  Donald
- Sarah Chalke -  Maisy
- Gabe Khouth - Rodney
- Corrine Koslo - Miss Flugal
- Russell Porter - Brad
- Will Sasso - Russell
- Duncan Fraser - Treinador Decker
- French Tickner - Diretor Procter
- Kevin McNulty - Sr. Axwell
- David Keith - Squint Westwood
- Lorena Gale - Professora de História
- Michael Roberds - Cafeteria Server
- Bruce Arntson - Chick Hansen

## Lançamentos
| Título                              | Datas de lançamento    | Discos | Informação adicional |
| ----------------------------------- | ---------------------- | ------ | --- |
| Ernest Goes to School               | 14 de dezembro de 1994 | VHS    | Apresenta uma prévia de Slam Dunk Ernest. |
| Ernest's Wacky Adventures: Volume 2 | 5 de junho de 2012     | 4      | Conjunto de DVDs da Image Entertainment. Inclui Ernest Goes to School, Ernest Goes to Africa, Slam Dunk Ernest e Hey Vern, It's My Family Album. Esse conjunto de quatro discos foi a primeira vez que Ernest Goes to School lançou um DVD na Região 1.                                               |
| Best of Ernest                      | 5 de junho de 2012     | 10     | O conjunto inclui Dr. Otto and the Riddle of the Gloom Beam, Ernest Rides Again, Ernest Goes to School, Slam Dunk Ernest, Ernest in the Army, Ernest Goes to Africa, "Hey Vern, It's My Family Album", "Your World As I See It", Ernest's Greatest Hits, Volume 1 e Ernest's Greatest Hits, Volume 2. |
| Ernest Triple Feature               | 1 de outubro de 2013   | 1      | O conjunto inclui Ernest Goes to School, Ernest Goes to Africa, e Ernest in the Army. |